# إدوارد ثوفينل

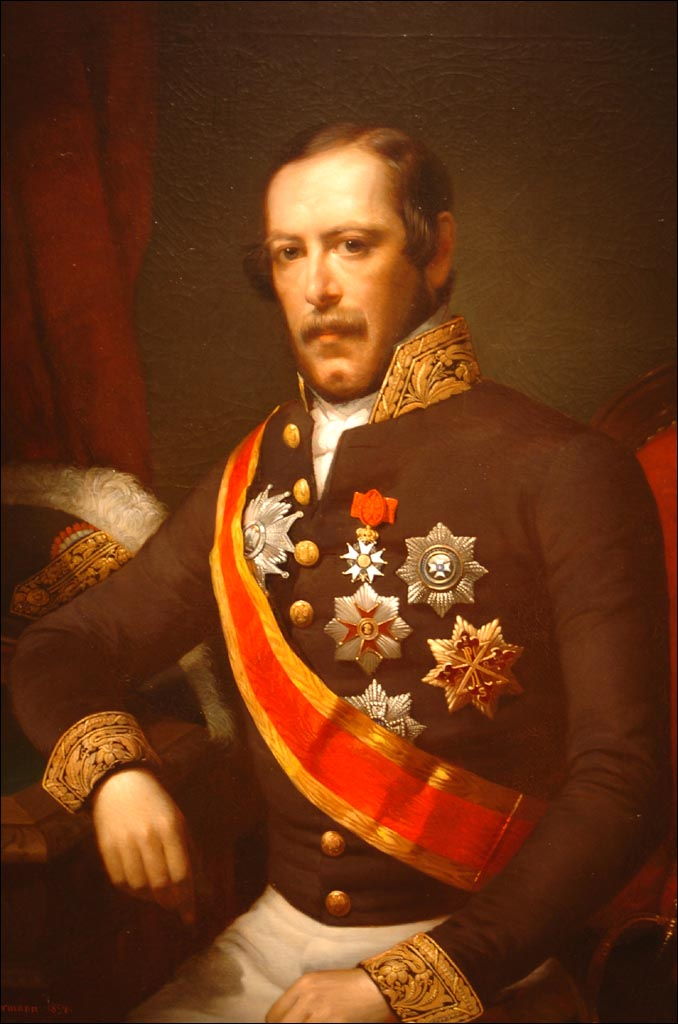
إدوارد ثوفينل (1818-1866).

إدوارد أنطوان دي ثوفينل (بالفرنسية: Édouard Thouvenel) (11 نوفمبر 1818، فردان، موز - 18 أكتوبر 1866) كان سفيرًا في الإمبراطورية العثمانية من 1855 إلى 1860، ووزير الخارجية الفرنسي من 1860 إلى 1862.  